# Powiat Bartoszycki
Der Powiat Bartoszycki ist ein Powiat (Kreis) in der polnischen Woiwodschaft Ermland-Masuren. Er liegt im nördlichen Teil der Provinz, wo er von den Powiaten Braniewo, Lidzbark, Olsztyn und Kętrzyn umschlossen wird, während im Norden die Staatsgrenze zum russischen Oblast Kaliningrad verläuft.
Die Einrichtung der polnisch-russischen Grenze quer durch das ehemalige Ostpreußen im Jahre 1945 teilte die ehemaligen Landkreise Bartenstein und Preußisch Eylau. In Górowo Iławeckie (ehemals Landsberg in Ostpreußen) wurde 1945 ein polnischer Powiat eingerichtet, der den südlichen Teil des ehemaligen Landkreises Preußisch Eylau verwaltete. Dieser wurde 1960 aufgelöst und mit Bartoszyce zu einem gemeinsamen Powiat vereinigt.

## Gemeinden
Der Powiat umfasst sechs Gemeinden, die in Stadtgemeinden, Landgemeinden und Stadt-/Landgemeinden unterschieden werden:
- Stadtgemeinden: Bartoszyce (Bartenstein; 22.984 Einwohner) und Górowo Iławeckie (Landsberg in Ostpreußen; 3887 Einwohner)
- Landgemeinden: Gmina Bartoszyce (10.630 Einwohner) und Gmina Górowo Iławeckie (6783 Einwohner)
- Stadt- und Landgemeinden: Gmina Bisztynek (Bischofstein; 6198 Einwohner) und Gmina Sępopol (Schippenbeil; 6080 Einwohner).